# Liste de bases de données et de moteurs de recherche académiques
Voici une liste de bases de données et de moteurs de recherche académiques. Ces derniers sont présentés par ordre alphabétique. Ils sont également classés par discipline et par type d'accès (libre ou non).
| Nom                                                                                | Discipline(s)                                                                                    | Description | Accès libre                                                                             | Fournisseur(s) |
| ---------------------------------------------------------------------------------- | ------------------------------------------------------------------------------------------------ | --- | --------------------------------------------------------------------------------------- | --- |
| Academic Search                                                                    | Multidisciplinaire                                                                               | Il existe plusieurs versions : Complete, Elite, Premier et Alumni Edition | Non                                                                                     | EBSCO Information Services |
| Aerospace & High Technology Database (en)                                          | Aérospatiale, Aéronautique, Astronautique                                                        | | Non                                                                                     | ProQuest (en) |
| African Journals OnLine (en) (AJOL)                                                | Multidisciplinaire                                                                               | Revues académiques publiées en Afrique | Résumé libre, texte intégral demandant une inscription                                  | African Journals OnLine (en) |
| EBSCO Information Services                                                         | Sociologie, Gérontologie                                                                         | | Non                                                                                     | EBSCO Information Services |
| AGRICOLA: Agricultural Online Access                                               | Agriculture                                                                                      | | Parfois oui, parfois non                                                                | Produit par l'United States National Agricultural Library (en). Accès restreint par ProQuest (en) et OVID.                                                                   |
| AGRIS: Agricultural database                                                       | Agriculture                                                                                      | Touche des sujets d'agriculture, de foresterie, d'alimentation humaine, etc. d'environ 100 pays participants. | Oui                                                                                     | Produit par l'Organisation des Nations unies pour l'alimentation et l'agriculture. AGRIS                                                                                     |
| Airiti Inc (en)                                                                    | Multidisciplinaire                                                                               | | Non                                                                                     | Airiti Inc (en) |
| Analytical Abstracts                                                               | Chimie                                                                                           | | Non                                                                                     | Royal Society of Chemistry |
| Analytical sciences digital library (en)                                           | Chimie analytique                                                                                | | Oui                                                                                     | National Science Digital Library ainsi que la division de chimie analytique de l'American Chemical Society                                                                   |
| Anthropological Index Online (en)                                                  | Anthropologie                                                                                    | Index seulement (pas de résumé ni de texte intégral). | Oui                                                                                     | Royal Anthropological Institute of Great Britain and Ireland |
| Anthropological Literature (en)                                                    | Anthropologie                                                                                    | | Gratuit pour les employés et étudiants de l'université Harvard, payant pour les autres. | Maintenu par l'université Harvard. Accès hors-campus par l'OCLC |
| Arachne                                                                            | Archéologie, Histoire de l'art                                                                   | En allemand | Oui                                                                                     | Institut archéologique allemand & l'université de Cologne |
| Arnetminer (en)                                                                    | Informatique                                                                                     | | Oui                                                                                     | Université Tsinghua |
| Artefacts                                                                          | Archéologie                                                                                      | Encyclopédie collaborative en ligne des objets archéologiques. | Oui                                                                                     | CNRS, université Lumière-Lyon-II |
| Arts and Humanities Citation Index                                                 | Arts, Lettres (culture)                                                                          | Partie de Web of Science | Non                                                                                     | Thomson Reuters |
| arXiv                                                                              | Physique, Mathématiques, Informatique, science non-linéaire, Biologie de synthèse et Statistique | Dépositoire de prépublications | Oui                                                                                     | Université Cornell |
| Association for Computing Machinery Digital Library                                | Informatique, Ingénierie                                                                         | | Non                                                                                     | Association for Computing Machinery |
| Astrophysics Data System                                                           | Astrophysique, Géophysique, Physique                                                             | | Oui                                                                                     | Université Harvard |
| ATLA Religion Database (en)                                                        | Sciences des religions                                                                           | | Non                                                                                     | [ 21 ] |
| AULIMP: Air University Library's Index to Military Periodicals                     | Science militaire                                                                                | | Oui                                                                                     | Air University |
| BASE: Bielefeld Academic Search Engine                                             | Multidisciplinaire                                                                               | | Oui                                                                                     | Université de Bielefeld |
| BDD: Diacronia Bibliometric Database                                               | Linguistique, philologie                                                                         | | Résumé libre, texte intégral et références demandant une inscription                    | Revista Diacronia |
| Beilstein database                                                                 | Chimie organique                                                                                 | | Non                                                                                     | Disponible via Elsevier sous le nom de Reaxys |
| Bibliothèque nationale de la Diète                                                 | Multidisciplinaire                                                                               | Japonais. | NC                                                                                      | Bibliothèque nationale de la Diète |
| Biological Abstracts (en)                                                          | Biologie                                                                                         | Recensant environ 4 000 revues. | Non                                                                                     | Disponible via Thomson Reuters |
| BioOne                                                                             | Biologie, Écologie et Science de l'environnement                                                 | Agrégation d'environ 180 revues académiques | Titre, résumé et références libres                                                      | Disponible via BioOne |
| Bioinformatic Harvester (en)                                                       | Biologie, Bio-informatique                                                                       | Permettant une recherche méta parmi 50 bases de données et projets. | Oui                                                                                     | Disponible via Liebel-Lab KIT Karlsruhe Institute of Technology |
| Book Review Index Online                                                           |                                                                                                  | | Non                                                                                     | Gale |
| Books In Print (en)                                                                | Livre (document)s                                                                                | | Non                                                                                     | R.R. Bowker (en) |
| CAB Abstracts (en)                                                                 | Biotechnologie                                                                                   | | Non                                                                                     | CABI |
| Cairn.info                                                                         | Multidisciplinaire                                                                               | Regroupe 590 revues et plus de 17000 ouvrages. | Mixte : accès libre et payant.                                                          | Portail web francophone d'éditeurs scientifiques |
| Chemical Abstracts Service                                                         | Chimie                                                                                           | | Non                                                                                     | American Chemical Society |
| Chemisches Zentralblatt Structural Database                                        | Science, Chimie                                                                                  | | Non                                                                                     | Disponible via InfoChem |
| ChemXSeer (en)                                                                     | Chimie                                                                                           | | Oui                                                                                     | Université d'État de Pennsylvanie |
| Chinese Social Science Citation Index (en)                                         | Sciences humaines et sociales                                                                    | | Non                                                                                     | Université de Nankin |
| Cochrane Library                                                                   | Médecine, Soins de santé                                                                         | | Non                                                                                     | John Wiley & Sons |
| CINAHL: Cumulative Index to Nursing and Allied Health                              | Soin infirmier, profession paramédicale                                                          | | Non                                                                                     | EBSCO |
| CiNii                                                                              | Multidisciplinaire                                                                               | Base de données réunissant environ 15 millions d'articles tirés de 3 600 revues. | Résumé libre, texte intégral demandant une inscription                                  | National Institute of Informatics (en) |
| CHBD: Circumpolar Health Bibliographic Database                                    | Médecine                                                                                         | | Oui                                                                                     | Université de Calgary |
| Citebase Search                                                                    | Mathématiques, Informatique, Physique                                                            | | Oui                                                                                     | Université de Southampton |
| CiteULike                                                                          | Informatique                                                                                     | | Oui                                                                                     | |
| CiteSeerX                                                                          | Informatique                                                                                     | | Oui                                                                                     | Université d'État de Pennsylvanie |
| CiteSeerX                                                                          | Informatique, Statistique, Mathématiques, devient multidisciplinaire                             | | Oui                                                                                     | Université d'État de Pennsylvanie |
| CogPrints: Cognitive Sciences Eprint Archives                                      | Science (Générale)                                                                               | | Oui                                                                                     | Université de Southampton |
| The Collection of Computer Science Bibliographies (en)                             | Informatique                                                                                     | | Oui                                                                                     | Alf-Christian Achilles (en) |
| Compendex                                                                          | Ingénierie                                                                                       | Version électronique de Engineering Index. | Non                                                                                     | Elsevier |
| Current Index to Statistics (en)                                                   | Statistique                                                                                      | Recherche libre limitée | Non                                                                                     | Société américaine de statistique et l'Institute of Mathematical Statistics                                                                                                  |
| Current Contents                                                                   | Multidisciplinaire                                                                               | Partie de Web of Science. | Non                                                                                     | Thomson Reuters |
| dblp computer science bibliography                                                 | Informatique                                                                                     | | Oui                                                                                     | Produit par Leibniz-Zentrum für Informatik et l'université de Trèves, Allemagne                                                                                              |
| Directory of Open Access Journals                                                  |                                                                                                  | En septembre 2014, recense environ 10 000 revues en accès libre | Oui                                                                                     | Université de Lund |
| EconBiz (en)                                                                       | Sciences économiques                                                                             | | Oui                                                                                     | Produit par la ZBW- German National Library of Economics– Leibniz Information Centre for Economics (ZBW)                                                                     |
| EconLit (en)                                                                       | Sciences économiques                                                                             | | Non                                                                                     | Produit par l'American Economic Association. Disponible via CSA, DIALOG, OCLC, OVID et AEA.                                                                                  |
| Embase                                                                             | Biomédecine, Pharmacologie                                                                       | | Non                                                                                     | Elsevier |
| ERIC: Educational Resource Information Center                                      | Éducation                                                                                        | Recense environ 1,3 million d'entrées remontant jusqu'en 1966. | Oui                                                                                     | Produit par le département de l'Éducation des États-Unis. Disponible également sur OCLC et CSA.                                                                              |
| Érudit                                                                             | Principalement sciences humaines et sociales                                                     | | Oui                                                                                     | Consortium constitué, entre autres, de l'Université de Montréal, l’Université Laval et l’Université du Québec à Montréal.                                                    |
| Es/Iode                                                                            | Multidisciplinaire                                                                               | En décembre 2022, recense environ 2 millions d'entrées | Oui                                                                                     | Produit par ETHIC SEIDO |
| Europeana                                                                          | Principalement sciences humaines et sociales                                                     | Donne accès à des ressources numériques des institutions culturelles de l'Union Européenne. | Oui                                                                                     | Produit par Europeana Foundation. |
| FreeFullPDF                                                                        | Multidisciplinaire                                                                               | Recense environ 26.000 sources d’articles gratuits (journaux open access, archives ouvertes, bases de données de brevets...).                                                                                              | Oui                                                                                     | FreeFullPDF |
| FSTA – Food Science and Technology Abstracts                                       | Science alimentaire, Technologie alimentaire, Nutrition                                          | | Non                                                                                     | Produit par IFIS Publishing (en). Accessible via EBSCOhost, IHS (entreprise), Ovid, Proquest Dialog, STN et Web of Science.                                                  |
| Gallica                                                                            | Principalement sciences humaines et sociales.                                                    | Bibliothèque numérique de la Bibliothèque nationale de France et de ses partenaires | Oui                                                                                     | Produit par la Bibliothèque nationale de France. |
| GENESIS (en)                                                                       | Histoire des femmes                                                                              | | Oui                                                                                     | Université métropolitaine de Londres |
| GeoRef                                                                             | Sciences de la Terre                                                                             | | Non                                                                                     | American Geosciences Institute |
| Global Health (en)                                                                 | Santé publique                                                                                   | | Non                                                                                     | CABI |
| Golm Metabolome Database (en)                                                      | Spectrométrie de masse, Métabolomique[à vérifier]                                                | | Recherche en ligne libre, utilisation hors connexion payante                            | Golm Metabolome Database (en) |
| Google Scholar                                                                     | Multidisciplinaire                                                                               | | Oui                                                                                     | Google |
| GoPubMed (en)                                                                      | Médecine                                                                                         | | Oui                                                                                     | Transinsight (en) |
| HubMed (en)                                                                        | Médecine                                                                                         | Interface alternative de PubMed. | Oui                                                                                     | Alf Eaton (en) |
| IEEE Xplore (en)                                                                   | Informatique, Ingénierie, Électronique                                                           | | Non                                                                                     | Institute of Electrical and Electronics Engineers |
| Index Copernicus                                                                   | Multidisciplinaire                                                                               | Recense environ 2 500 revues du monde entier, dont 700 de Pologne. | Oui                                                                                     | Index Copernicus International |
| Information Bridge: Department of Energy Scientific and Technical Information (en) | Multidisciplinaire                                                                               | Donne accès à environ 266 000 documents du département de l'Énergie des États-Unis, généralement à partir de 1991. | Oui                                                                                     | Département de l'Énergie des États-Unis, Office of Scientific and Technical Information (en)                                                                                 |
| Informit (en)                                                                      | Multidisciplinaire                                                                               | | NC                                                                                      | RMIT Publishing (en) |
| IngentaConnect (en)                                                                | Multidisciplinaire                                                                               | | Recherche gratuite, texte complet sur inscription                                       | Ingenta (en) |
| Indian Citation Index (en)                                                         | Multidisciplinaire                                                                               | | Non                                                                                     | ICI |
| Inspec                                                                             | Physique, Ingénierie, Informatique                                                               | | Non                                                                                     | IET |
| INSPIRE-HEP                                                                        | Physique, (Physique des particules)                                                              | | Oui                                                                                     | Organisation européenne pour la recherche nucléaire, Deutsches Elektronen-Synchrotron, Fermilab, Centre de l'accélérateur linéaire de Stanford et l'IHEP.                    |
| International Directory of Philosophy (en)                                         | Philosophie                                                                                      | | Recherche libre, accès total payant                                                     | Philosophy Documentation Center (en) |
| Isidore                                                                            | Sciences humaines et sociales                                                                    | ISIDORE est une plateforme de recherche permettant l'accès aux données numériques des sciences humaines et sociales (SHS). Elle s'appuie sur les principes du web de données et donne accès à des données en accès libre). | Oui                                                                                     | Huma-Num |
| JournalSeek (en)                                                                   | Multidisciplinaire                                                                               | | Liens vers les sites des revues concernées                                              | JournalSeek (en) |
| JSTOR: Journal Storage                                                             | Multidisciplinaire                                                                               | | Partiel                                                                                 | JSTOR |
| Jurn (en)                                                                          | Multidisciplinaire                                                                               | | Oui                                                                                     | Jurn (en) |
| Lesson Planet (en)                                                                 | Éducation (K-12)                                                                                 | Donne accès à environ 400 000 ressources éducatives. | Résumé libre, texte intégral payant                                                     | Lesson Planet (en) |
| LexisNexis SA                                                                      | Droit (général)                                                                                  | | Non                                                                                     | RELX Group |
| Lingbuzz (en)                                                                      | Linguistique                                                                                     | | Oui                                                                                     | Center for Advanced Study in Theoretical Linguistics (en), université de Tromsø                                                                                              |
| Mathematical Reviews                                                               | Mathématiques                                                                                    | Disponible également en format imprimé. | Non                                                                                     | American Mathematical Society |
| MedlinePlus                                                                        | Médecine                                                                                         | | Oui                                                                                     | Produit par l'United States National Library of Medicine, le National Institutes of Health et le département de la Santé et des Services sociaux des États-Unis              |
| Mendeley                                                                           | Multidisciplinaire                                                                               | | Oui                                                                                     | Mendeley |
| Merck Index                                                                        | Chimie, Biologie, Pharmacologie                                                                  | Également disponible en imprimé. | Non                                                                                     | Anciennement produit par Merck & Co., disponible désormais via la Royal Society of Chemistry.                                                                                |
| Meteorological and Geoastrophysical Abstracts (en)                                 | Météorologie, Astrophysique, Géologie                                                            | | Non                                                                                     | Produit par la American Meteorological Society. Disponible via Dialog et CSA.                                                                                                |
| Microsoft Academic Search (en)                                                     | Multidisciplinaire                                                                               | [ 98 ] | Oui                                                                                     | Microsoft |
| NBER: National Bureau of Economic Research                                         | Sciences économiques                                                                             | | Oui                                                                                     | National Bureau of Economic Research |
| National Criminal Justice Reference Service (en)                                   | Criminologie, Sociologie                                                                         | | Oui                                                                                     | Département de la Justice des États-Unis, Office of Justice Programs (en) |
| OAIster (en)                                                                       | Multidisciplinaire                                                                               | | Oui                                                                                     | Online Computer Library Center |
| OA.mg (en)                                                                         | Multidisciplinaire                                                                               | Index avec plus de 240 millions d'articles scientifiques, dont 36 millions en libre accès | Oui                                                                                     | Citationsy AB |
| OpenEdition                                                                        | Sciences humaines et sociales                                                                    | OpenEdition offre à la communauté scientifique quatre plateformes de publication et d’information en sciences humaines et sociales d’envergure internationale                                                              | Oui                                                                                     | Cléo (UMS 3287), CNRS, EHESS,université d'Avignon |
| Persée (portail)                                                                   | Multidisciplinaire                                                                               | Regroupe plus de 300 collections et près d'un million de documents. Créé par le ministère de l'Éducation nationale, de l'Enseignement supérieur et de la Recherche, il a été mis en ligne en 2005.                         | Oui                                                                                     | Portail de revues scientifiques en libre accès |
| OpenSIGLE (en)                                                                     | Littérature grise                                                                                | | Oui                                                                                     | Institut de l'information scientifique et technique |
| Philosophy Documentation Center eCollection (en)                                   | Éthique appliquée, Philosophie, Sciences des religions                                           | | Prévisionnement et résumé libres, texte intégral payant                                 | Philosophy Documentation Center (en) |
| Philosophy Research Index (en)                                                     | Philosophie                                                                                      | | Non                                                                                     | Philosophy Documentation Center (en) |
| PhilPapers                                                                         | Philosophie                                                                                      | | Oui                                                                                     | PhilPapers |
| POIESIS: Philosophy Online Serials (en)                                            | Philosophie, Éthique appliquée, sciences des religions                                           | | Résumé et prévisionnement libres, texte intégral payant                                 | Philosophy Documentation Center (en) |
| POPLINE (en)                                                                       | Population, Planification familiale, Santé sexuelle                                              | | Oui                                                                                     | Knowledge for Health (en), Center for Communication Programs (en), Johns Hopkins Bloomberg School of Public Health (en)                                                      |
| Project MUSE (en)                                                                  | Lettres, sciences humaines et sociales                                                           | | Non                                                                                     | Project MUSE (en), Johns Hopkins University Press |
| PsycINFO                                                                           | Psychologie                                                                                      | Contient environ 3,7 millions d'entrées pouvant remonter jusqu'au XVIe siècle. | Non                                                                                     | Produit par l'APA. Disponible via plusieurs compagnies. |
| Psychology's Feminist Voices (en)                                                  | Psychologie                                                                                      | | Oui                                                                                     | Basée à l'université York, Toronto, Canada. |
| PubChem                                                                            | Chimie                                                                                           | | Oui                                                                                     | National Center for Biotechnology Information et l'United States National Library of Medicine.                                                                               |
| Pubget (en)                                                                        | Multidisciplinaire                                                                               | | Non                                                                                     | Pubget (en) |
| PubMed                                                                             | Recherche médicale                                                                               | | Oui                                                                                     | National Institutes of Health et l'United States National Library of Medicine.                                                                                               |
| PubPsych (en)                                                                      | Psychologie                                                                                      | | Oui                                                                                     | Leibniz Institute for Psychology Information (en) |
| Questia: Online Research Library                                                   | Multidisciplinaire                                                                               | | Non                                                                                     | Questia Online Library |
| Readers' Guide to Periodical Literature (en)                                       | Publication périodique                                                                           | À partir de 1983 | Non                                                                                     | H. W. Wilson Company (en) |
| Reader's Guide Retrospective: 1890–1982                                            | Publication périodique                                                                           | | Non                                                                                     | H. W. Wilson Company (en) |
| RePEc: Research Papers in Economics                                                | Sciences économiques                                                                             | | Oui                                                                                     | Collaboration bénévole |
| Retina medical search (en)                                                         | Biomédicale                                                                                      | | Oui                                                                                     | Retina medical search (en) |
| Rock's Backpages (en)                                                              | Musique                                                                                          | Source primaire sur l'histoire du rock 'n' roll. | Partiel                                                                                 | [ 121 ] |
| Russian Science Citation Index (en)                                                | Revue scientifique                                                                               | En russe. | Oui                                                                                     | Scientific Electronic Library (en) |
| SafetyLit (en)                                                                     | Multidisciplinaire                                                                               | | Oui                                                                                     | Graduate School of Public Health, San Diego State University (en) et le département de la prévention de la violence et des blessures de l'Organisation mondiale de la santé. |
| SciELO                                                                             |                                                                                                  | Recense environ 985 revues académiques. | Oui                                                                                     | FAPESP (en), Conselho Nacional de Desenvolvimento Científico e Tecnológico et BIREME (en)                                                                                    |
| Science.gov (en)                                                                   | Multidisciplinaire                                                                               | Outil de recherche parmi environ 45 bases de données scientifiques et 2 000 pages web. | Oui                                                                                     | Alliance de 18 organisations dont le département de l'Énergie des États-Unis et l'Office of Scientific and Technical Information (en).                                       |
| Science Accelerator (en)                                                           | Multidisciplinaire                                                                               | | Oui                                                                                     | Département de l'Énergie des États-Unis, Office of Scientific and Technical Information (en).                                                                                |
| Science Citation Index                                                             | Science (générale)                                                                               | Partie de Web of Science | Non                                                                                     | Thomson Reuters |
| Scientillion (en)                                                                  | Physique, mathématiques, informatique et médecine                                                | | Oui                                                                                     | Scientillion and AussieEducator . |
| Scopus                                                                             | Multidisciplinaire                                                                               | Recense environ 20 500 entrées d'environ 5 000 éditeurs. | Non                                                                                     | Elsevier |
| SearchTeam (en)                                                                    | Multidisciplinaire                                                                               | | Oui                                                                                     | Zakta |
| Social Sciences Citation Index                                                     | Sciences humaines et sociales                                                                    | Partie de Web of Science | Non                                                                                     | Thomson Reuters |
| Socol@r: Socolar                                                                   | Multidisciplinaire                                                                               | | Partiel                                                                                 | Socolar (en) |
| SPRESI Database                                                                    | Science, Chimie                                                                                  | | Non                                                                                     | Disponible via InfoChem |
| Springer Science+Business Media                                                    | Multidisciplinaire                                                                               | | Résumé et prévisionnement libres, texte intégral payant                                 | Springer |
| SSRN: Social Science Research Network                                              | Sciences humaines et sociales                                                                    | Contient une base de données de résumés et une collection de documents électroniques, classés par discipline. | Oui                                                                                     | Social Science Electronic Publishing (en), Inc. |
| Système universitaire de documentation                                             | Multidisciplinaire                                                                               | Catalogue collectif alimenté par les bibliothèques universitaires françaises et d'autres établissements documentaires utiles pour l'Enseignement Supérieur et la Recherche.                                                | Oui                                                                                     | Produit par l'Agence bibliographique de l'enseignement supérieur. |
| Ulrich's Periodicals Directory (en)                                                | Publication périodique                                                                           | | Non                                                                                     | ProQuest (en) |
| VET-Bib (en)                                                                       | Sciences humaines et sociales, Éducation                                                         | | Oui                                                                                     | Centre européen pour le développement de la formation professionnelle |
| Web of Science                                                                     | Multidisciplinaire                                                                               | Intègre plusieurs produits tels Social Sciences Citation Index, Science Citation Index, Biological Abstracts (en) & The Zoological Record (en)                                                                             | Non                                                                                     | Thomson Reuters |
| WestLaw (en)                                                                       | Droit (General)                                                                                  | | Non                                                                                     | Thomson Reuters |
| WorldCat                                                                           | Multidisciplinaire                                                                               | | Partiel                                                                                 | Online Computer Library Center |
| WorldWideScience (en)                                                              | Multidisciplinaire                                                                               | | Oui                                                                                     | Plusieurs partenaires dont le département de l'Énergie des États-Unis, l'Office of Scientific and Technical Information (en).                                                |
| Zasshi Kiji Sakuin: Japanese Periodicals Index                                     | Publication périodique                                                                           | Japonais | NC                                                                                      | catalogue en ligne de la Bibliothèque nationale de la Diète, MagazinePlus (en) et CiNii.                                                                                     |
| Zentralblatt MATH                                                                  | Mathématiques                                                                                    | Accès libre depuis janvier 2021. | Oui                                                                                     | Springer Science+Business Media |
| The Zoological Record (en)                                                         | Zoologie                                                                                         | À partir de 1864. | Non                                                                                     | Thomson Reuters |